# 空港通站
空港通站（日语：／ Kukodori eki */?）是位於日本香川縣高松市，屬於高松琴平電氣鐵道（琴電）琴平線的鐵路車站，車站編號為K07。本站因建於國道193號「空港通」的架空路段下而得名。此站的設立除了為寺井町內的居民提供鐵路服務外，也作為琴電沿線車站前往高松機場的途徑。車站向北行約500米設有「空港通一宮」巴士站，可乘搭往來機場的巴士。
本站是琴電較新啟用的車站，於2006年開設，比線內上一個開設的三條站相距超過50年，正式開站前的臨時站命稱為「寺井站」，而後改稱為現名。本站現時是高松築港站至一宮站間唯一沒有站員駐駐守的車站，也和新建的伏石站一樣，並沒有承擔琴電獨有的「途中下車」政策。

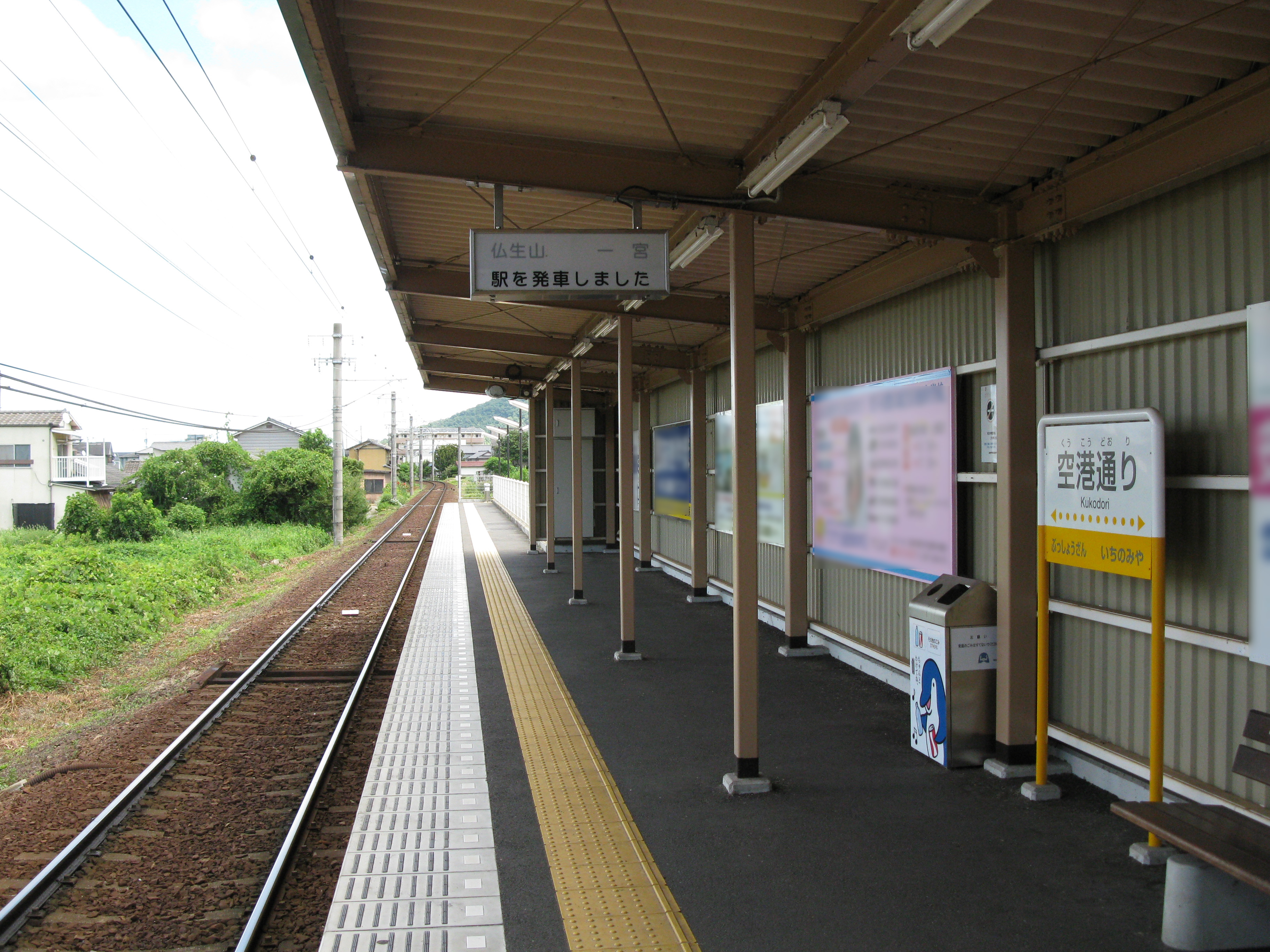
月台(2010年8月)

## 車站

### 站房
本站採用簡易車站模式，因此沒有站房，只在南口旁邊設有1座男、女分隔洗手間一座。月台建於路軌的南邊，南端、北端皆設有附無障礙斜道的出入口，並且設有單車停泊處。南口外另設有社區巴士站。
車站西端設有橫越路軌的平交道，把南、北兩端的區域連接起來，過往車站未有設立時，行人及單車皆不能橫過至對面，當時在架空橋下設罝了行人隧道連接南、北兩端，車站啟用後，開闢了地面上的連接，使行人隧道的使用量大幅下降。

### 月台
可容納4輛列車長度的側式月台1座。由於琴電已為佛生山～一宮間一段路線預留了日後雙線化的用地，月台剛好是徵用了雙線化路軌的用地，日後會否因應工程而需要拆卸仍未確定。現時月台上設有1座簡易式售票機及候車座椅，而西端起約50米的月台也附設有上蓋。
| 路線     | 方向 | 目的地                   | 備註 |
| -------- | ---- | ------------------------ | ---- |
| ■ 琴平線 | 上行 | 高松築港方向             |      |
| ■ 琴平線 | 下行 | 一宮、瀧宮、琴電琴平方向 |      |

## 歷史
- 2006年7月29日：開業。

## 使用狀況
| 1日上落人數推斷 | 1日上落人數推斷 |
| 年度            | 1日平均人數     |
| --------------- | --------------- |
| 2011            | 940             |
| 2012            | 1,009           |
| 2013            | 1,093           |
| 2014            | 1,137           |
| 2015            | 1,211           |
| 2016            | 1,260           |
| 2017            | 1,317           |
| 2018            | 1,330           |
| 2019            | 1,305           |
| 2020            | 1,104           |
| 2021            | 1,104           |
| 2022            | 1,171           |

## 相鄰車站
高松琴平電氣鐵道（琴電）
■琴平線
佛生山 (K06) - 空港通 (K07) - 一宮 (K08)

## 外部連結
- 高松琴平電鐵空港通站資訊 （页面存档备份，存于）（日語）